# Aster de Chine
Callistephus chinensis
Genre
Espèce
Classification APG III (2009)
L'Aster de Chine ou Reine-Marguerite (Callistephus chinensis) est une espèce de plantes à fleurs appartenant à la famille des Asteraceae (Composées). Il s'agit de la seule espèce du genre Callistephus. Il en existe plusieurs cultivars aux fleurs de différentes couleurs. Elles se rencontrent à l'état sauvage en Chine, au Japon et au Canada.

## Description
Les Asters de Chine sont des plantes herbacées. Ils se divisent en des centaines de cultivars. À l'état sauvage, elles sont de couleur pourpre. Des cultivars aux fleurs d'autres couleurs ont été obtenus notamment par hybridation. L'« Aster de Chine » atteint une hauteur entre 20 et 60 cm. Sa période de floraison s'étend de la mi-août à la fin de l'automne. Ses feuilles sont dentelées et ont une longueur de 8 cm.

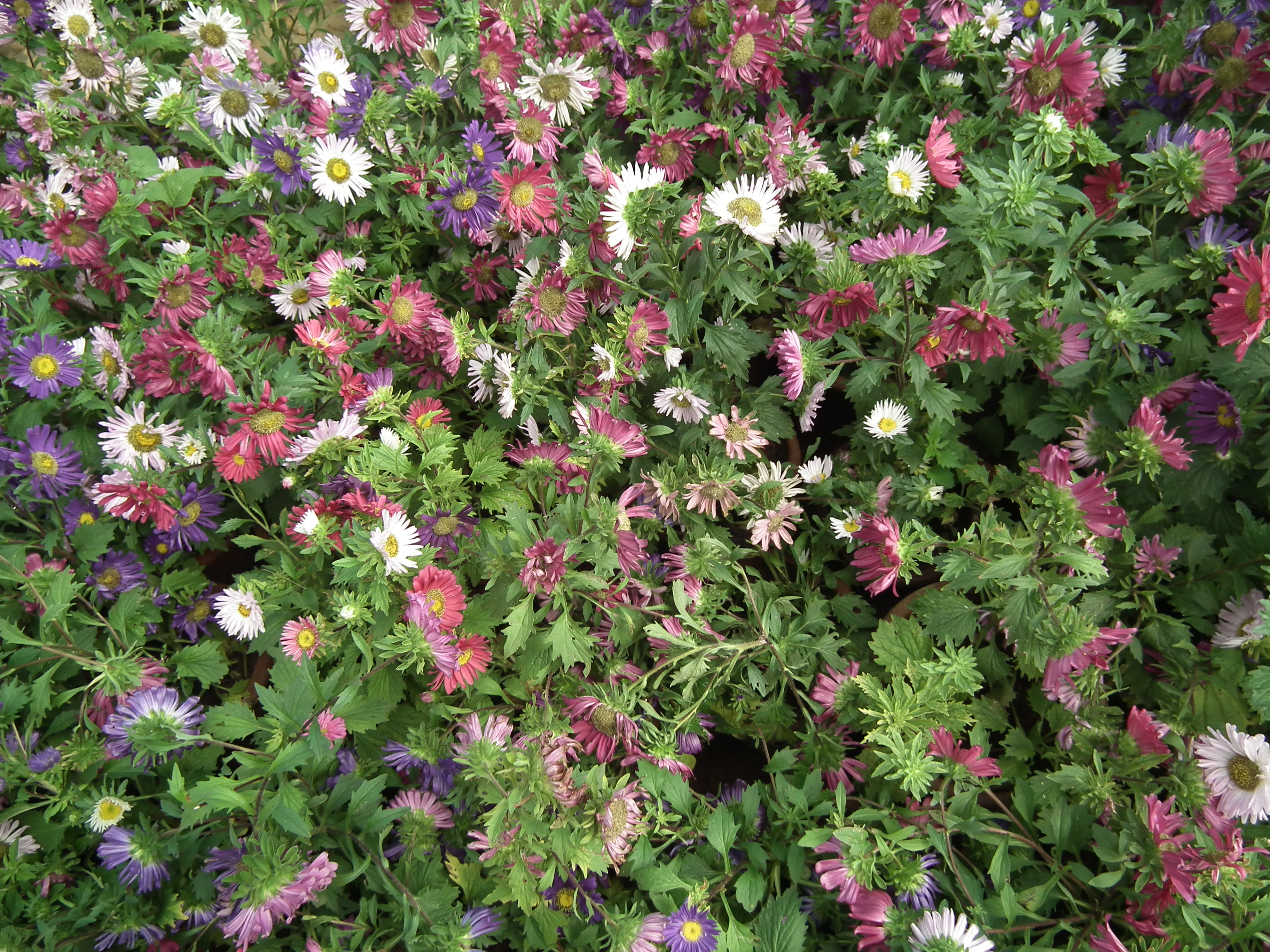
Vue d'ensemble.
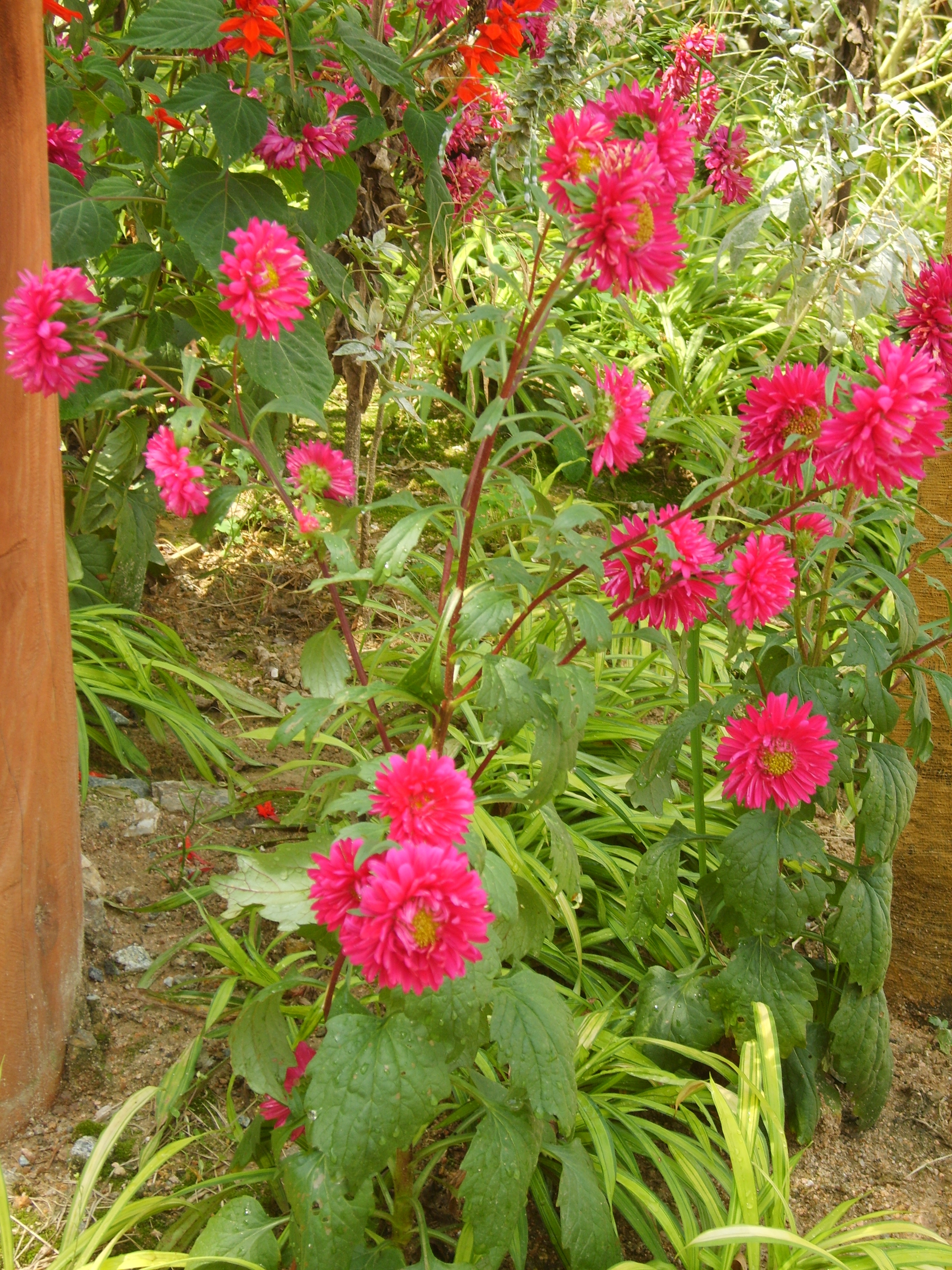
Port général.
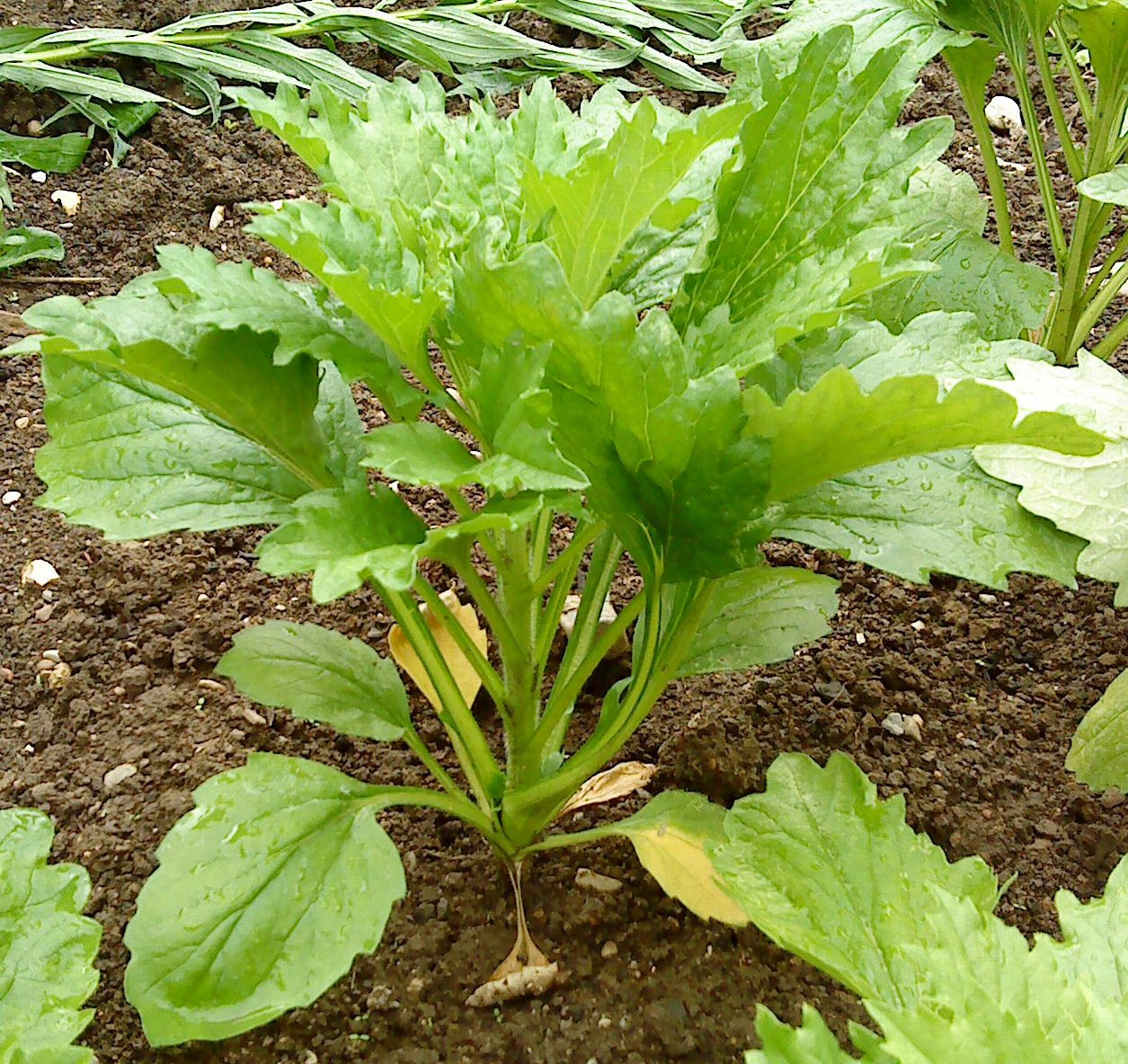
Jeune plant.
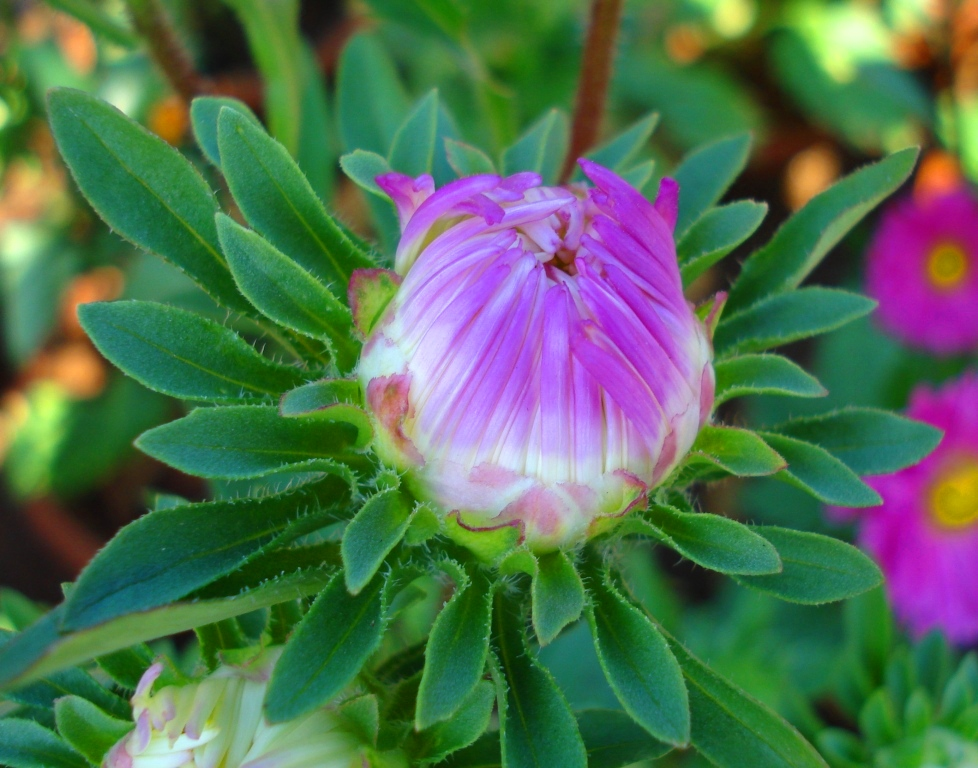
Fleur en bouton.
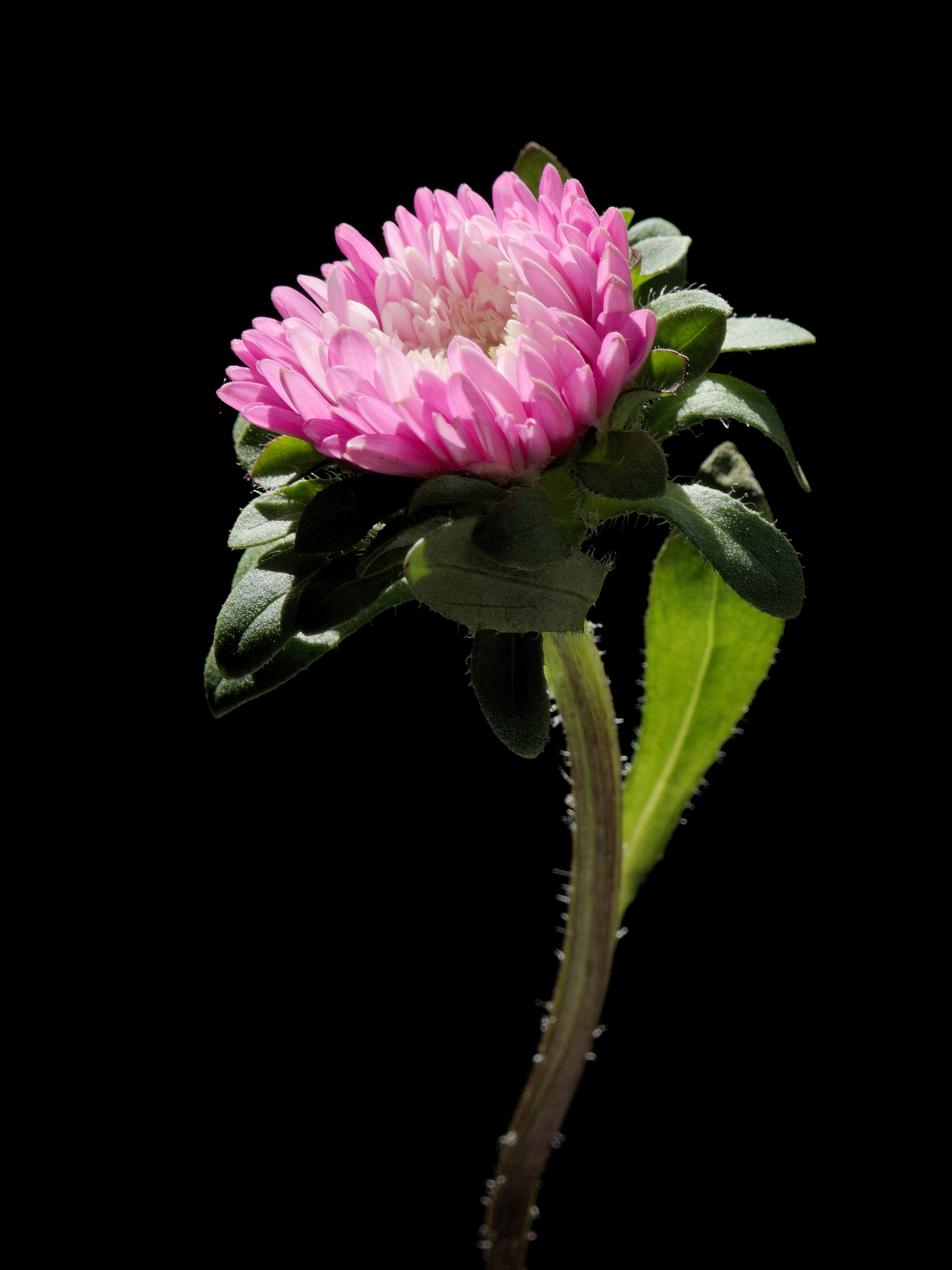
Une fleur.
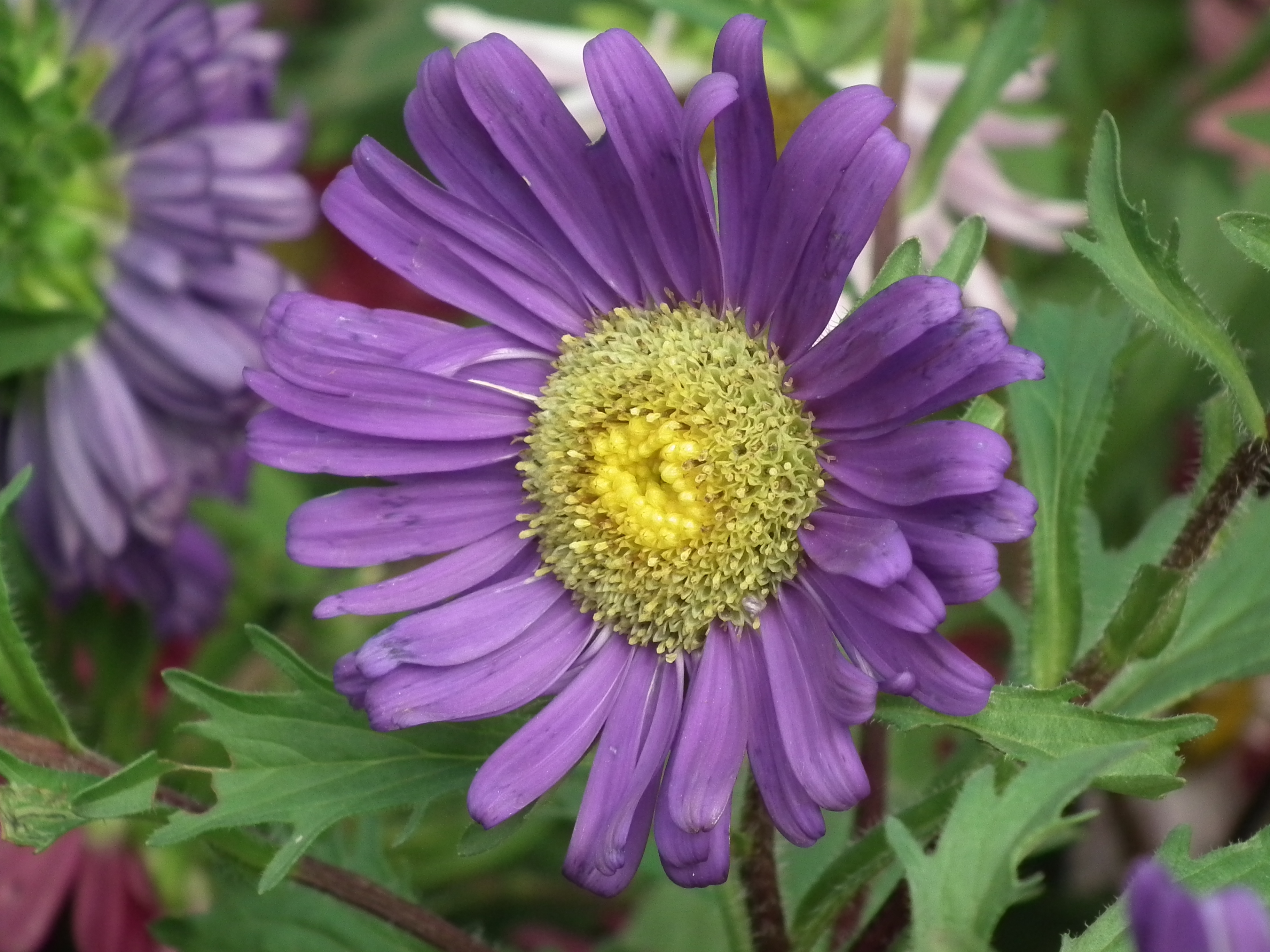
Fleur simple.
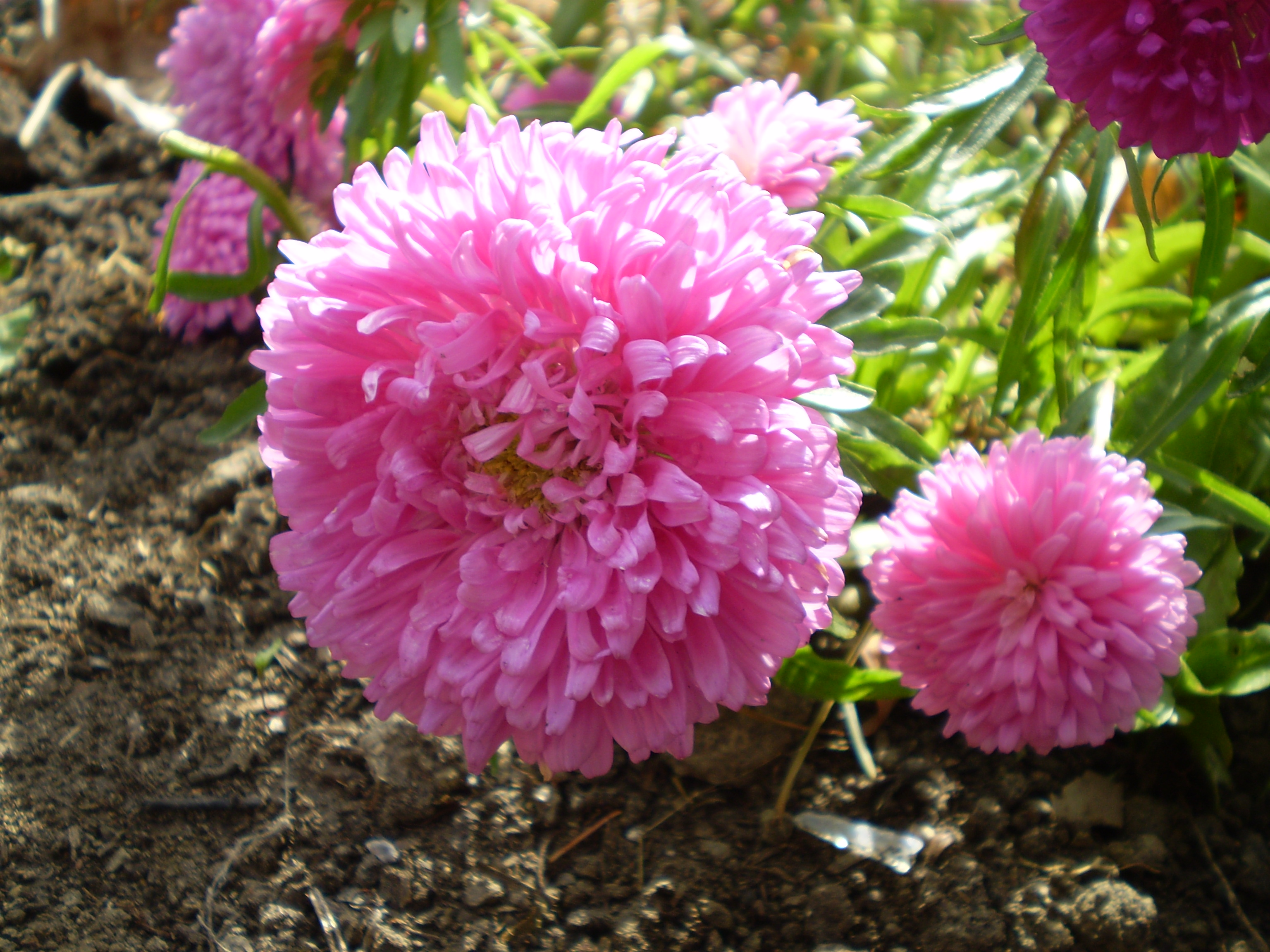
Fleur double.
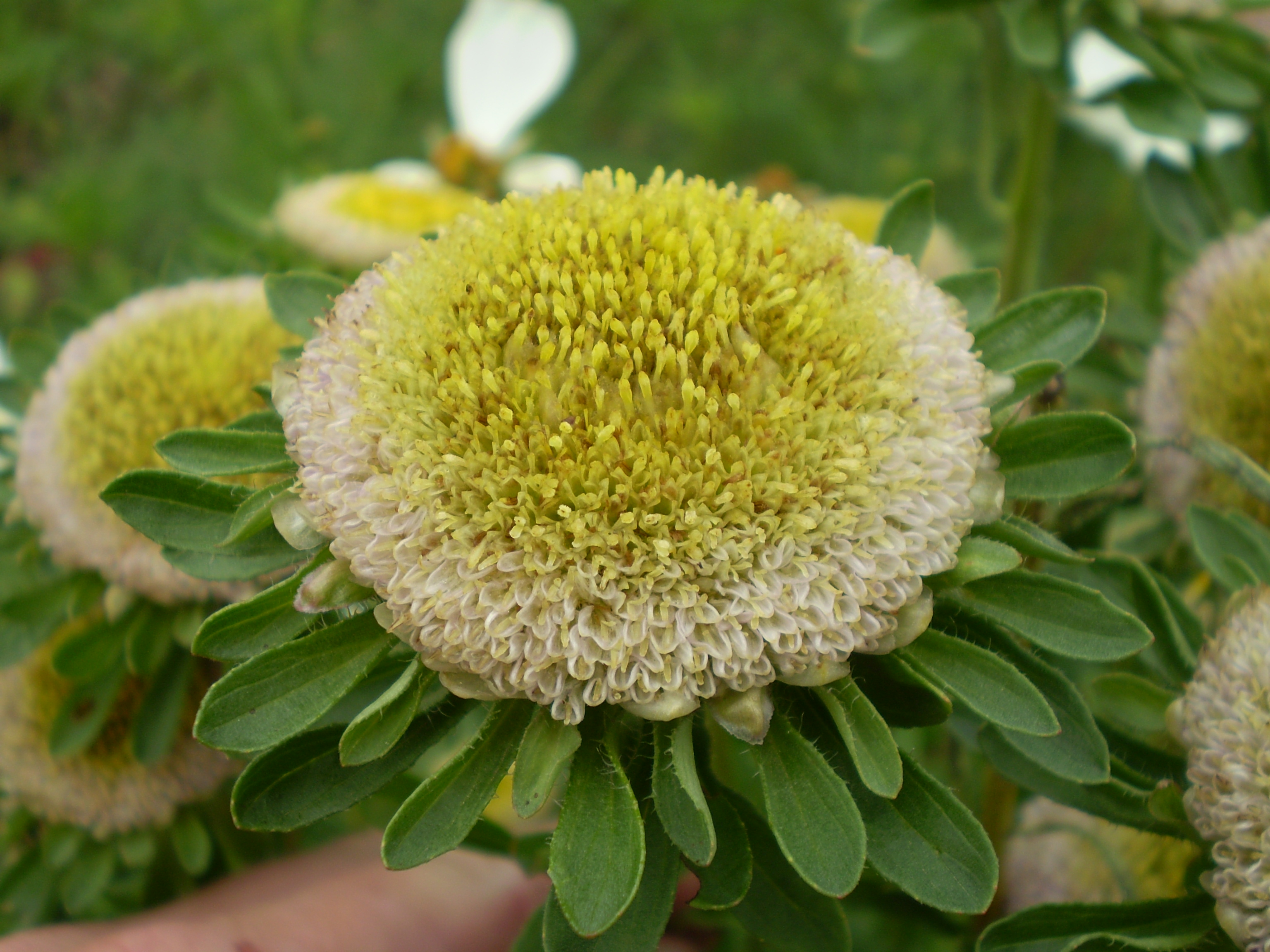
Fleur de la variété 'Hulk'.

## Langage des fleurs
Dans le langage des fleurs, la Reine-Marguerite symbolise l'estime ou la confiance.

#### Callistephus
- (en) Catalogue of Life : Callistephus Cass. (consulté le 11 décembre 2020)
- (en) BioLib : Callistephus Cass.
- (fr + en) ITIS : Callistephus Cass.
- (en) NCBI : Callistephus (taxons inclus)
- (en) GRIN : genre Callistephus Cass. (+liste d'espèces contenant des synonymes)

#### Callistephus chinensis
- (en) Catalogue of Life : Callistephus chinensis (L.) Nees (consulté le 20 décembre 2020)
- (fr) Tela Botanica (France métro) : Callistephus chinensis (L.) Nees, 1833
- (fr) Tela Botanica (Antilles) : Callistephus chinensis (L.) Nees
- (en) BioLib : Callistephus chinensis (L.) Nees
- (fr) INPN : Callistephus chinensis  (L.) Nees, 1832 (Syn. Aster chinensis) (TAXREF)
- (fr + en) ITIS : Callistephus chinensis (L.) Nees
- (en) NCBI : Callistephus chinensis (taxons inclus)
- (en) GRIN : espèce Callistephus chinensis (L.) Nees